# 1994 Shane
1994 Shane è un asteroide della fascia principale del diametro medio di circa 25,15 km. Scoperto nel 1961, presenta un'orbita caratterizzata da un semiasse maggiore pari a 2,6806618 UA e da un'eccentricità di 0,2061082, inclinata di 10,21703° rispetto all'eclittica.
L'asteroide è dedicato all'astronomo statunitense Charles Donald Shane.